# Городище (Тернопольская городская община)
Городи́ще (укр. Городище) — село в Тернопольской городской общине Тернопольского района Тернопольской области Украины.
До 2020 года входило в Зборовский район.
Код КОАТУУ — 6122682801. Население по переписи 2001 года составляло 129 человек.

## Географическое положение
Село Городище находится на правом берегу реки Серет в месте впадения в неё реки Лопушанка,
выше по течению реки Лопушанка на расстоянии в 1,5 км расположено село Носовцы,
на противоположном берегу реки Серет — село Вертелка.

## История
- 1564 год — дата основания.

## Достопримечательности
- Братская могила советских воинов.